# Ковар
Кова́р (англ. Kovar® — торгова марка зареєстрована американською фірмою Carpenter Technology Corporation) — сплав на основі заліза (Fe), кобальту (Co) та нікелю (Ni), належить до групи сплавів ферніко. Вміст кобальту — 18%, нікелю — 29%, решта — залізо з незначними домішками інших металів, зокрема молібдену. За хімічним складом і властивостями близький до сплаву ферніко І. За ГОСТ 10994-74 ковар маркується як 29НК (з контрольованим вмістом алюмінію не більше за 0,2%) та 29НК-1 (з контрольованим вмістом титану не більше за 0,1%).

## Властивості
Матеріал є феромагнітним, температура Кюрі 420 °C. Температура плавлення 1450 °C, питомий електричний опір 0,5 мкОм·м. У вологому середовищі сплав піддається корозії, потребує захисного антикорозійного покриття, зазвичай нікелем. Добре лудиться олов'яно-свинцевими припоями. 
- Густина 8350 кг/м3.
- Модуль пружності 1,96·1011 Па (Н/м2).
- Границя міцності 0,65 ГПа (65 кгс/мм2).
- Теплопровідність 19 Вт·м−1·К−1.

## Використання
Ковар — матеріал з низьким температурним коефіцієнтом лінійного розширення (ТКЛР) (α = 4,5...6,5×10-6 град-1 в інтервалі температур від —70 до +420 °C), близьким до ТКЛР молібденового та боросилікатного скла, яке використовується для виготовлення оболонок електровакуумних приладів, зокрема осцилографічних електронно-променевих трубок. Сплав пластичний і добре обробляється тиском, тому він замінив в електровакуумному виробництві менш пластичні і нежаростійкі вольфрам та молібден. Крізь прозоре безбарвне скло видно, що провідник з цього сплаву у спаї має мідно-червоний колір, через що його іноді помилково приймають за мідь. 
При впаюванні у скло ковар створює з ним вакуум-щільне з'єднання, що обумовлює використання ковару для виготовлення виводів для подачі напруг і сигналів на внутрішні електроди ЕПТ та освітлювальних ламп розжарення та люмінесцентних ламп.